# Båthällan
Båthällan är ett naturreservat i Bräcke kommun i Jämtlands län.
Området är naturskyddat sedan 1946 och är 5 hektar stort. Reservatet omfattar en sydvästsluttning  och består av granskog, tall och grova lövträd. 